# Рошиори (Ботошани)
Рошиори (рум. Roșiori) насеље је у Румунији у округу Ботошани у општини Ракици. Oпштина се налази на надморској висини од 146 m.

## Становништво
Према подацима из 2002. године у насељу је живело 1258 становника, од којих су сви румунске националности.